# Kornel Czekiel
Kornel Czekiel (ur. 15 lipca 1987) – polski sztangista reprezentujący klub Budowlani Opole, wielokrotny medalista mistrzostw Polski, uczestnik mistrzostw świata i Europy w kategorii 105 kg i +105 kg.
Największe sukcesy Czekiela, to trzy srebrne i jeden brązowy medal mistrzostw Polski seniorów. Ponadto, zajął również drugie miejsce na mistrzostwach Europy do lat 23 w 2010 roku. Najbliżej medalu na mistrzostwach Europy seniorów był w 2013 roku, kiedy zajął 4. miejsce.

## Wyniki

### Mistrzostwa świata
| Mistrzostwa Świata | Miejsce | Data | Konkurencja  | Rezultat                               |
| ------------------ | ------- | ---- | ------------ | -------------------------------------- |
| Paryż 2011         | Paryż   | 2011 | kat. 105 kg  | 12. miejsce – 386 kg (172 kg + 214 kg) |
| Wrocław 2013       | Wrocław | 2013 | kat. +105 kg | 12. miejsce – 392 kg (177 kg + 215 kg) |

### Mistrzostwa Europy
| Mistrzostwa Europy | Miejsce | Data | Konkurencja | Rezultat                              |
| ------------------ | ------- | ---- | ----------- | ------------------------------------- |
| Mińsk 2010         | Mińsk   | 2010 | kat. 105 kg | 7. miejsce – 388 kg (178 kg + 210 kg) |
| Kazań 2011         | Kazań   | 2011 | kat. 105 kg | 6. miejsce – 384 kg (174 kg + 210 kg) |
| Antalya 2012       | Antalya | 2012 | kat. 105 kg | 5. miejsce – 390 kg (170 kg + 210 kg) |
| Tirana 2013        | Tirana  | 2013 | kat. 105 kg | 4. miejsce – 392 kg (177 kg + 215 kg) |

### Mistrzostwa Polski
| Mistrzostwa Polski | Miejsce   | Data | Konkurencja  | Rezultat                              |
| ------------------ | --------- | ---- | ------------ | ------------------------------------- |
| Polkowice 2009     | Polkowice | 2009 | kat. 105 kg  | 2. miejsce – 381 kg (170 kg + 211 kg) |
| Opole 2010         | Opole     | 2010 | kat. +105 kg | 2. miejsce – 400 kg (180 kg + 220 kg) |
| Zakliczyn 2012     | Zakliczyn | 2012 | kat. +105 kg | 3. miejsce – 380 kg (170 kg + 210 kg) |
| Ciechanów 2013     | Ciechanów | 2013 | kat. +105 kg | 2. miejsce – 402 kg (177 kg + 225 kg) |